# Prasinocyma
Prasinocyma är ett släkte av fjärilar. Prasinocyma ingår i familjen mätare.

## Bildgalleri

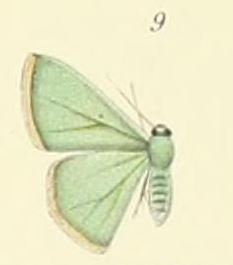
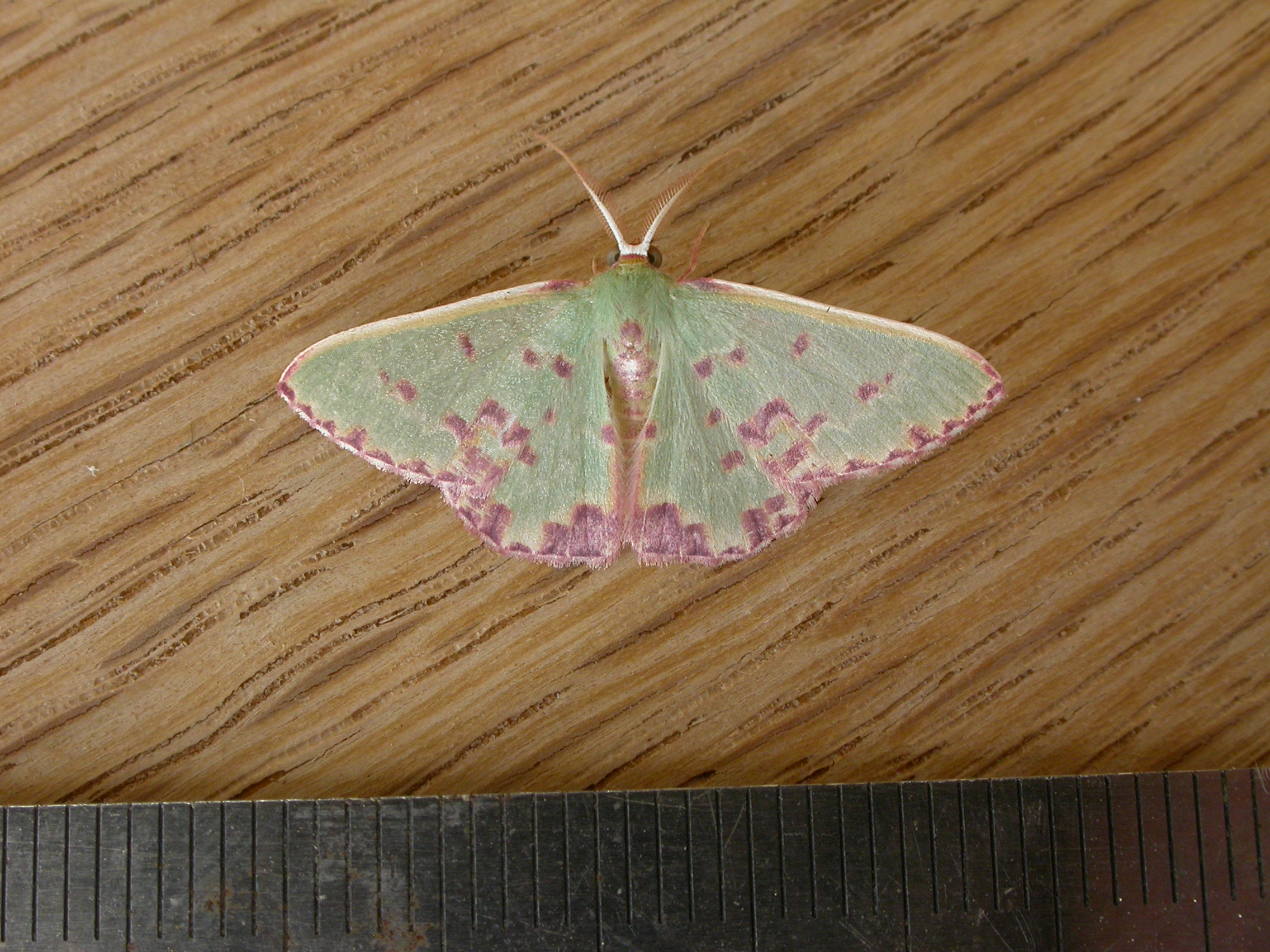
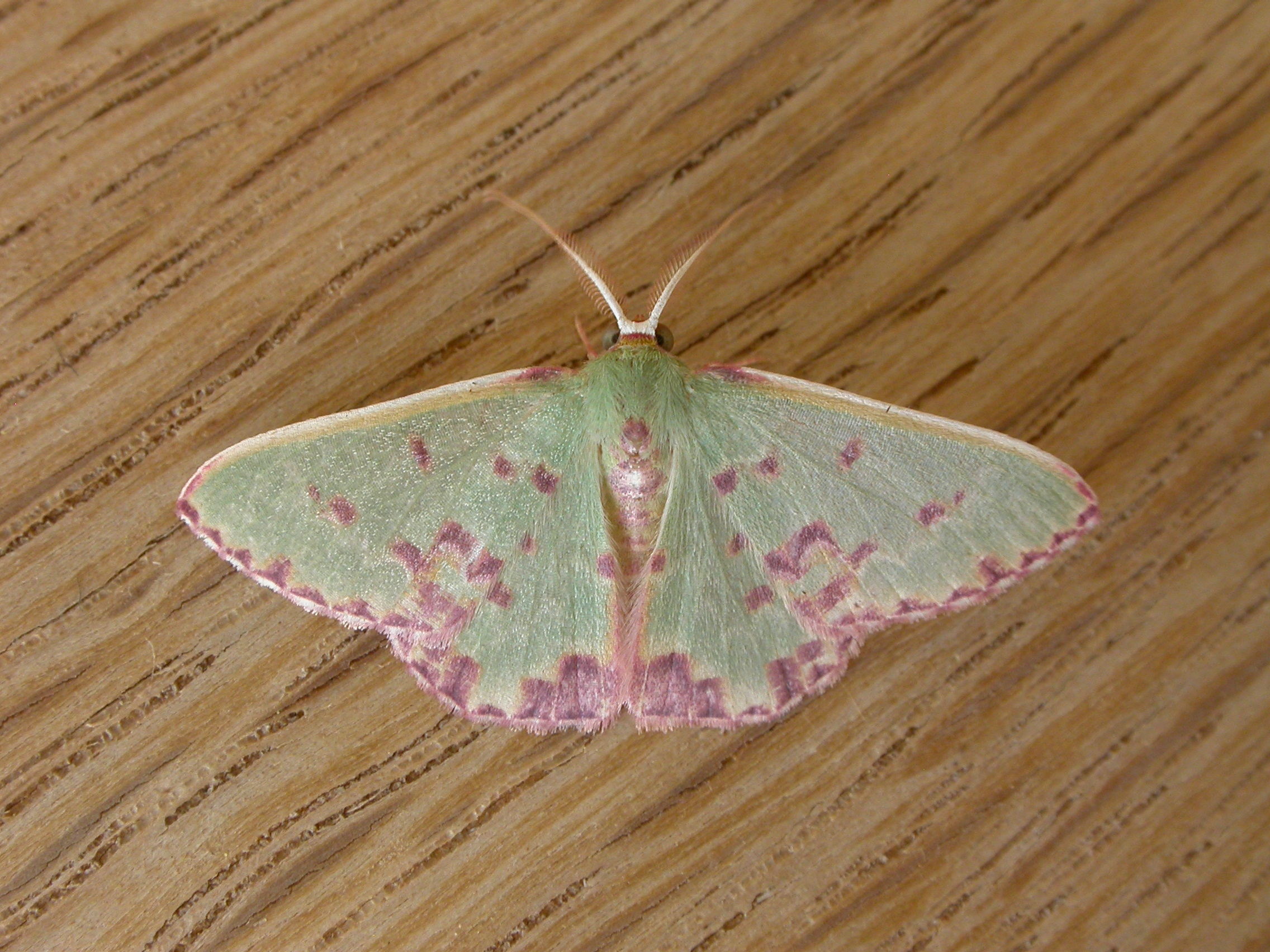
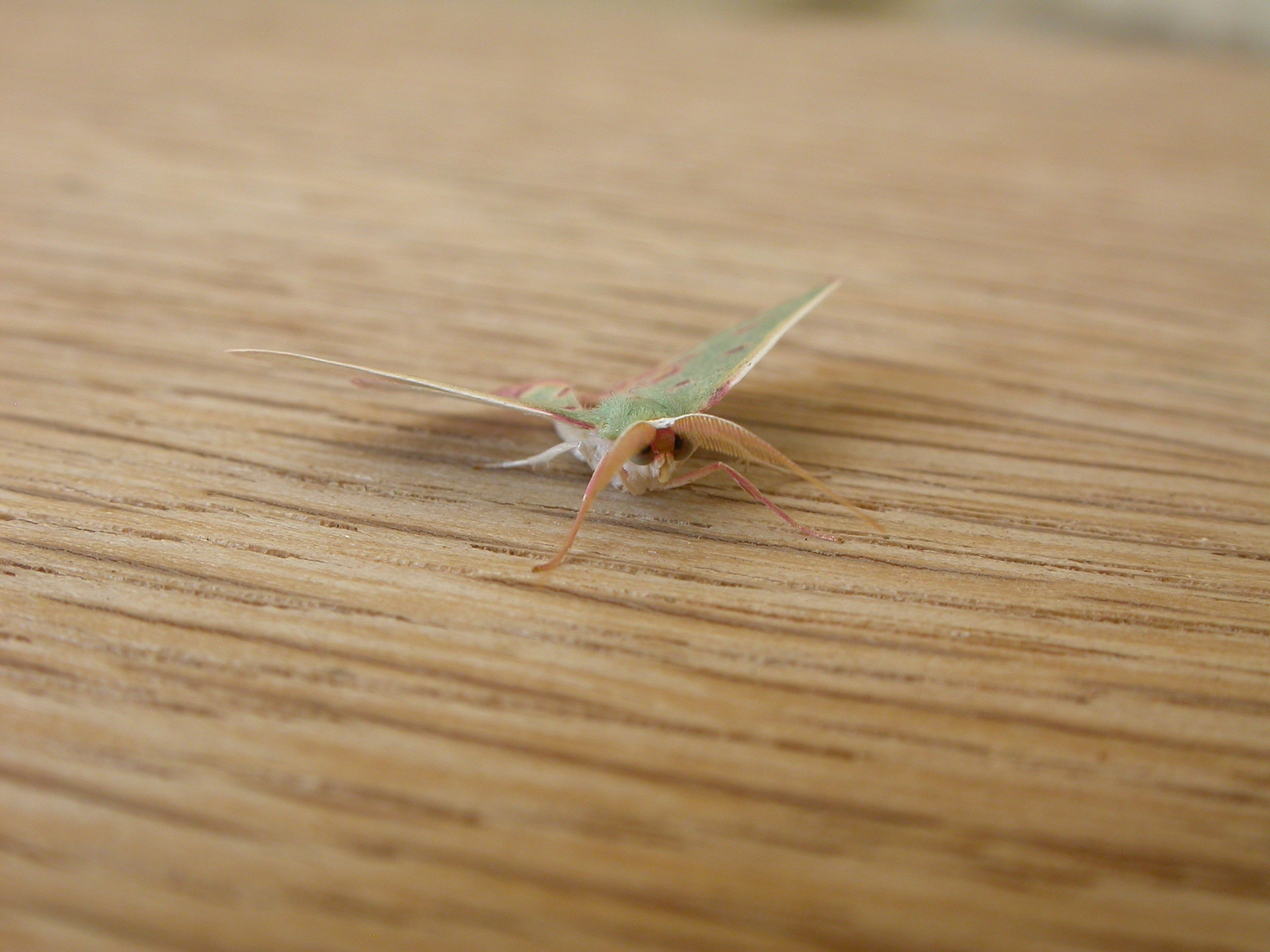
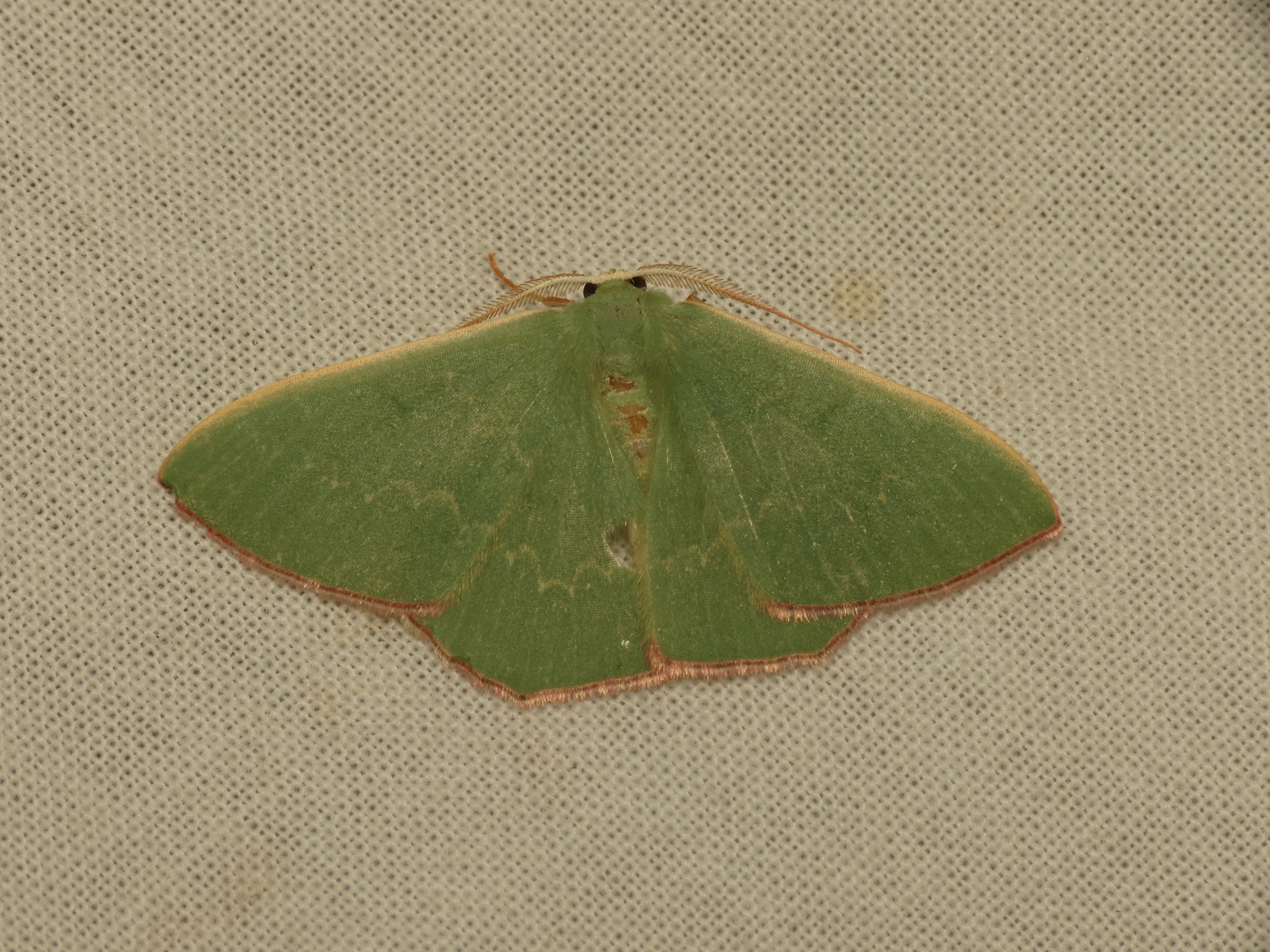
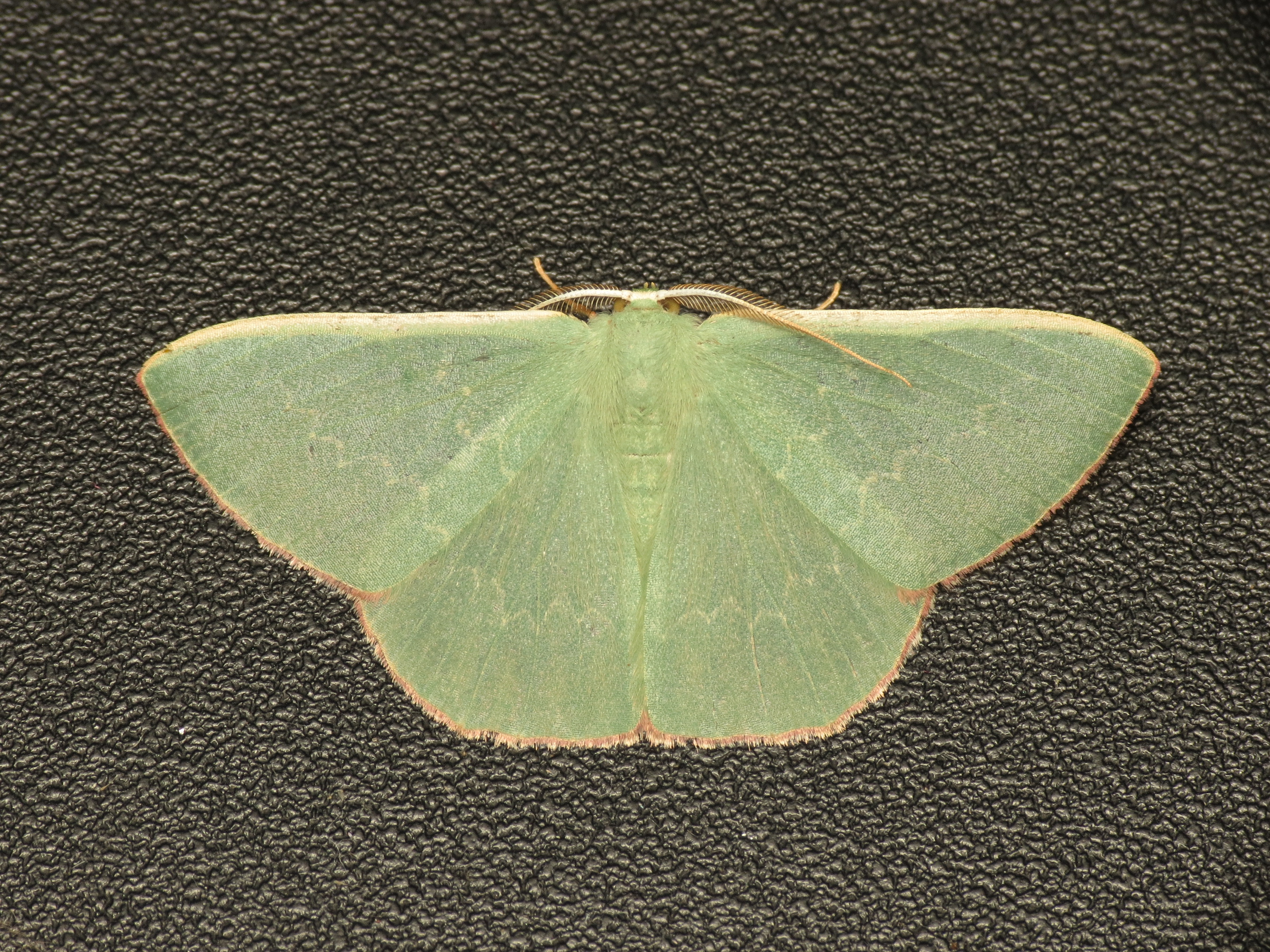

## Dottertaxa tillPrasinocyma, i alfabetisk ordning[1]
- Prasinocyma absimilis
- Prasinocyma adornata
- Prasinocyma aetheraea
- Prasinocyma albicosta
- Prasinocyma albinotatat
- Prasinocyma albiseriata
- Prasinocyma albisticta
- Prasinocyma albivenata
- Prasinocyma allocraspeda
- Prasinocyma ampla
- Prasinocyma anadyomene
- Prasinocyma angiana
- Prasinocyma angolica
- Prasinocyma angulilinea
- Prasinocyma annexa
- Prasinocyma anomoea
- Prasinocyma approximata
- Prasinocyma arabica
- Prasinocyma bamenda
- Prasinocyma batesi
- Prasinocyma bicolor
- Prasinocyma bicolora
- Prasinocyma bicornuta
- Prasinocyma bifimbriata
- Prasinocyma bilobata
- Prasinocyma bipunctata
- Prasinocyma caecata
- Prasinocyma caeruleotincta
- Prasinocyma candida
- Prasinocyma caniola
- Prasinocyma cellularia
- Prasinocyma centralis
- Prasinocyma chloroprosopa
- Prasinocyma coerulea
- Prasinocyma congrua
- Prasinocyma consobrina
- Prasinocyma convergens
- Prasinocyma corolla
- Prasinocyma corrugata
- Prasinocyma crenulata
- Prasinocyma croca
- Prasinocyma crossota
- Prasinocyma debilis
- Prasinocyma decisissima
- Prasinocyma degenerata
- Prasinocyma delicata
- Prasinocyma delicataria
- Prasinocyma dentatilineata
- Prasinocyma deviata
- Prasinocyma differens
- Prasinocyma dilucida
- Prasinocyma dioscorodes
- Prasinocyma discata
- Prasinocyma discoprivata
- Prasinocyma dohertyi
- Prasinocyma dorsipunctata
- Prasinocyma edwardsi
- Prasinocyma eichhhorni
- Prasinocyma eichhorni
- Prasinocyma eremica
- Prasinocyma exililinea
- Prasinocyma exilior
- Prasinocyma flavicosta
- Prasinocyma flavilimes
- Prasinocyma florediscata
- Prasinocyma floresaria
- Prasinocyma fragilis
- Prasinocyma fraterna
- Prasinocyma furcata
- Prasinocyma gajdacsi
- Prasinocyma geminata
- Prasinocyma geminipuncta
- Prasinocyma gemmatimargo
- Prasinocyma geometrica
- Prasinocyma germinaria
- Prasinocyma glauca
- Prasinocyma hadrata
- Prasinocyma hailei
- Prasinocyma hiaraka
- Prasinocyma ibandana
- Prasinocyma idiotica
- Prasinocyma immaculata
- Prasinocyma inconspicuata
- Prasinocyma indentilinea
- Prasinocyma indistincta
- Prasinocyma infirma
- Prasinocyma inornata
- Prasinocyma intermedia
- Prasinocyma intermixta
- Prasinocyma inturbida
- Prasinocyma inversicaulis
- Prasinocyma iosticta
- Prasinocyma iseres
- Prasinocyma isorrhopia
- Prasinocyma jefferyi
- Prasinocyma laticostata
- Prasinocyma latistriga
- Prasinocyma leucocycla
- Prasinocyma leucogramma
- Prasinocyma leucophracta
- Prasinocyma leucopis
- Prasinocyma limpida
- Prasinocyma lindemannae
- Prasinocyma loveridgei
- Prasinocyma marginepunctata
- Prasinocyma marina
- Prasinocyma megacydes
- Prasinocyma minutapuncta
- Prasinocyma mistifimbria
- Prasinocyma nandiensis
- Prasinocyma neavei
- Prasinocyma neglecta
- Prasinocyma nereis
- Prasinocyma nictata
- Prasinocyma nigrimacula
- Prasinocyma nigripunctata
- Prasinocyma niphobola
- Prasinocyma niphosporas
- Prasinocyma niveisticta
- Prasinocyma nivisparsa
- Prasinocyma nonyma
- Prasinocyma oblita
- Prasinocyma obsoleta
- Prasinocyma oculata
- Prasinocyma ocyptera
- Prasinocyma ornatifimbria
- Prasinocyma oxybeles
- Prasinocyma oxycentra
- Prasinocyma pallidulata
- Prasinocyma panchlora
- Prasinocyma pavlitzkiae
- Prasinocyma pedicata
- Prasinocyma periculosa
- Prasinocyma perineti
- Prasinocyma peristicta
- Prasinocyma permagna
- Prasinocyma permitis
- Prasinocyma perpolluta
- Prasinocyma perpulverata
- Prasinocyma perscripta
- Prasinocyma phaeostigma
- Prasinocyma philocala
- Prasinocyma phoenicogramma
- Prasinocyma phyllosa
- Prasinocyma pictifimbria
- Prasinocyma poeessa
- Prasinocyma polluta
- Prasinocyma pomonae
- Prasinocyma pratti
- Prasinocyma prouti
- Prasinocyma pulchraria
- Prasinocyma pumilata
- Prasinocyma punctifimbria
- Prasinocyma punctilligera
- Prasinocyma punctulata
- Prasinocyma pupillata
- Prasinocyma respersa
- Prasinocyma reversa
- Prasinocyma rhodocosma
- Prasinocyma rhodocycla
- Prasinocyma rhodostigma
- Prasinocyma rubrimacula
- Prasinocyma rudipunctata
- Prasinocyma ruficollis
- Prasinocyma ruficosta
- Prasinocyma ruficulmen
- Prasinocyma rufimargo
- Prasinocyma rufistriga
- Prasinocyma rufitincta
- Prasinocyma rugistrigula
- Prasinocyma salutaria
- Prasinocyma sanguinicosta
- Prasinocyma scintillans
- Prasinocyma scissaria
- Prasinocyma semicincta
- Prasinocyma semicrocea
- Prasinocyma semidiscata
- Prasinocyma semimacula
- Prasinocyma seminivea
- Prasinocyma serratilinea
- Prasinocyma signifera
- Prasinocyma simiaria
- Prasinocyma simplex
- Prasinocyma simpliciata
- Prasinocyma solida
- Prasinocyma sororcula
- Prasinocyma stictimargo
- Prasinocyma stictoloma
- Prasinocyma strigicosta
- Prasinocyma subalpina
- Prasinocyma subfasciata
- Prasinocyma subobsoleta
- Prasinocyma superba
- Prasinocyma syntyche
- Prasinocyma tandi
- Prasinocyma tenera
- Prasinocyma tetracosmia
- Prasinocyma tranquilla
- Prasinocyma transita
- Prasinocyma triangulata
- Prasinocyma tricolorifrons
- Prasinocyma trifilifimbria
- Prasinocyma triglena
- Prasinocyma tripuncta
- Prasinocyma triseriata
- Prasinocyma tryphera
- Prasinocyma turlini
- Prasinocyma ultima
- Prasinocyma uniformata
- Prasinocyma unipuncta
- Prasinocyma vagabunda
- Prasinocyma vagilinea
- Prasinocyma vagrans
- Prasinocyma venata
- Prasinocyma vermicularia
- Prasinocyma vestigiata
- Prasinocyma votiva
- Prasinocyma xanthopera